# Engenville
Engenville är en kommun i departementet Loiret i regionen Centre-Val de Loire strax norr Frankrikes mitt. Kommunen ligger i kantonen Malesherbes som tillhör arrondissementet Pithiviers. År 2022 hade Engenville 539 invånare.

## Befolkningsutveckling
Antalet invånare i kommunen Engenville
| Referens: INSEE |